# Файнс, Уильям, 1-й виконт Сэй и Сил
Уильям Файнс (англ. William Fiennes; 28 мая 1582, Броутон, Оксфордшир, Королевство Англия — 14 апреля 1662, там же) — английский аристократ, 8-й барон Сэй и Сил с 1613 года, 1-й виконт Сэй и Сил с 1624 года. Член Тайного совета, лорд-лейтенант Оксфордшира, Глостершира, Чешира. Во время революции встал на сторону парламента, после Реставрации примирился со Стюартами.

## Биография
Уильям Файнс был единственным сыном Ричарда Файнса, 7-го барона Сэй и Сил и его супруги Констанс Кингсмилл. Он учился в Новом колледже (Оксфордский университет), в 1613 году унаследовал отцовский титул. При дворе короля Якова I находился в оппозиции.
Файнс занимался развитием колоний в Новой Англии и был одним из основателем колонии на острове Провиденс. Во время гражданской войны занимал должности лорда-лейтенанта Оксфордшира, Глостершира, Чешира. После казни короля Карла I в 1649 году ушёл из политики, после реставрации при Карле II стал членом Тайного совета. Умер 14 апреля 1662 в возрасте 79 лет в своём замке в Бротоне.